# Особая лодочная служба
Особая лодочная служба (англ. Special Boat Service), сокращённо SBS) — подразделение специального назначения Королевского военно-морского флота Великобритании. Образовано в 1940 году под названием Особое лодочное отделение Британской армии (англ. Army Special Boat Section). После Второй мировой войны Королевской морской пехотой Великобритании был сформирован отряд сил специального назначения, которому в 1951 году присвоили название Особая лодочная рота (англ. Special Boat Company), в 1974 году — Особый лодочный эскадрон (англ. Special Boat Squadron) и только 28 июля 1987 года — Особая лодочная служба с включением в обязанности проведения контртеррористических операций на море.
Особая лодочная служба является подразделением морского спецназа, входящим в Войска специального назначения Великобритании и родственным 22-му полку Особой воздушной службы: обе службы имеют общее происхождение от британских коммандос, а также подчиняются директору войск специального назначения Великобритании. В октябре 2001 года весь личный состав Особой лодочной службы был переведён на флот и тем самым получил зелёные береты коммандос. 18 ноября 2003 года службе был присвоен собственный герб с девизом «Силой и хитростью» (англ. By Strength and Guile). Комплектуется в основном из рядов Королевской морской пехоты.

## Роль
Ведущими ролями Особой лодочной службы являются:
- специальная разведка — получение информации, определение целей;
- наступательные действия — корректировка авиационных ударов, наземной и морской артиллерии, а также управляемых боеприпасов; использование стрелкового оружия и взрывчатки для уничтожения противника;
- поддержка и влияние — учебные задания за пределами Великобритании, отправка антитеррористических отрядов для участия в операциях на суше и на море.

Оперативные возможности Особой лодочной службы и Особой воздушной службы в целом схожи, однако Особая лодочная служба специализируется на морских операциях, вследствие чего её бойцы проходят специальное обучение по ведению боевых действий в море, с использованием плавающего транспорта и переправ. Оба подразделения подчиняются Директорату войск специального назначения, процесс отбора в них также схож, а уровень подготовки достаточно высок.
В состав Особой лодочной службы входят четыре эскадрона: C, Z, M и X. Они подготовлены для участия в стандартных военных операциях на суше, в том числе в горах Афганистана и пустынях Ирака. Один из эскадронов по принципу ротации выбирается для участия в морских операциях. Эскадроны выполняют задания по сбору информации, проведению контр-террористических операций (оборонительные или наступательные действия), саботажу, разрушению вражеской инфраструктуры, захвату отдельных личностей, охране высокопоставленных военных и политических лиц, а также занимаются непосредственной разведкой и ведением боевых действий на территории противника.

## История

### Вторая мировая война
Особое лодочное отделение было основано в июле 1940 года офицером британских коммандос Роджером Кортни, проходившем подготовку в учебном центре в Шотландии. Изначально он безуспешно пытался убедить адмирала флота сэра Роджера Киза и адмирала Теодора Холлетта, командира учебного центра, что идея о бригаде особого назначения, использующей байдарки для передислокации, имеет под собой разумное основание. Кортни решил пробраться на десантный корабль «Гленгайл», стоявший на якоре в устье реки Клайд: он подвёл свою лодку к кораблю, взобрался на борт незамеченным, написал свои инициалы на двери рубки и забрал себе орудийный чехол. На встрече в гостинице города Инверари он показал группе высокопоставленных флотских офицеров промокший чехол. Вскоре Кортни произвели в капитаны британской армии и предоставили под командование подразделение из 12 человек, которые и составили ядро Особого лодочного отделения — предшественника Особой лодочной службы.
Изначально названный «Байдарочным отрядом» (англ. Folboat Troop) по типу используемых лодок, отряд был переименован в 1-е Особое лодочное отделение (англ. No. 1 Special Boat Section) в начале 1941 года и в составе Layforce был переброшен на Ближний Восток. Его личный состав сотрудничал с 1-й флотилией подводных лодок, базировавшейся в Александрии, и занимался разведкой на пляжах острова Родос, эвакуацией войск с острова Крит и серией рейдов с участием небольших отрядов. В декабре 1941 года Кортни вернулся в Великобританию, где сформировал 2-е Особое лодочное отделение, а 1-е вошло в состав Особой воздушной службы (SAS) под названием «Байдарочное отделение» (англ. Folboat Section). В июне 1942 года личный состав отделения принимал участие в операции «Альбумен» — серии рейдов на аэродромы острова Крит, а в сентябре участвовал в операции «Англо» по рейду на остров Родос. В результате последнего рейда были уничтожены 33 самолёта, а также взорван склад с топливом, однако из 12 участвовавших человек (8 коммандос и 4 местных жителя) обратно удалось вернуться только двоим, причём они вынуждены были прятаться в течение 4 дней в сельской местности, пока не выбрались к ожидавшей их подлодке. После этого рейда и 2-е Особое лодочное отделение вошло в состав Особой воздушной службы, поскольку потери личного состава были слишком велики.
В апреле 1943 года на основе 1-го полка SAS и Малого рейдового подразделения из 250 человек личного состава был образован Особый лодочный эскадрон под командованием майора Джорджа Джеллико, 2-го графа Джеллико. Эскадрон отправился в Хайфу, где проходил подготовку вместе с личным составом греческого Священного отряда к проведению операций в Эгейском море. Эти части участвовали в высадках на Додеканесские острова и Киклады в рамках Додеканесской операции, а также в сражениях за Лерос и Кос. Совместно со Священным отрядом они предприняли успешный рейд на Сими в июле 1944 года, перерезав почти весь немецкий гарнизон, а в августе 1944 года вошли в состав подразделения Long Range Desert Group, которое участвовало в операциях в Адриатическом море, на Пелопоннесе, в Албании и Истрии. Эффективность была такой, что личный состав Особого лодочного эскадрона (от 200 до 300 человек) мог сдерживать шесть немецких дивизий.
2-е Особое лодочное отделение в годы войны не использовало наименование «Особый лодочный эскадрон», сохраняя название «Особое лодочное отделение». Его личный состав сопровождал войска генерал-майора Марка Кларка перед операцией «Торч» в ноябре 1942 года. Группа Z, которая с марта 1943 года была расквартирована в Алжире, обеспечивала разведку на берегах перед высадкой в Салерно и рейдом на Крит, пока не была переправлена на Цейлон. Там она вошла в состав отряда 136 из Управления специальных операций, а затем начала работу совместно с австралийским отделением разведывательных служб. Остаток 2-го отделения вошёл в Группу малых операций командования Юго-Восточной Азии и участвовал в Бирманской кампании, действуя в районе рек Чиндуин и Иравади, на территории современного штата Ракхайн.

### Послевоенные годы
В 1946 году все подразделения будущей Особой лодочной службы были расформированы, их обязанности и наименование приняли подразделения Королевской морской пехоты Великобритании. Была основана школа комбинированных операций, руководителем которой был Херберт Хаслер. Морские пехотинцы выполняли первые послевоенные миссии в Палестине и в Хайфе, обезвреживая взрывные устройства и снимая мины-липучки с кораблей. Отряды Особой лодочной службы участвовали в Корейской войне, действуя на северокорейском побережье за линией фронта: они уничтожали вражеские коммуникации и разрушали объекты, а также собирали информацию. С этого момента в практику Особой лодочной службы вошло использование подводных лодок. В 1952 году команды SBS были приведены в полную боевую готовность в Египте в дни революции, ведомой Гамалем Абделем Насером, в 1956 году снова были подняты по тревоге во время Суэцкого кризиса, однако в бой так и не вступили. В 1959 году Особая лодочная служба снова пребывала в боевой готовности в связи с попыткой Муаммара Каддафи свергнуть ливийского короля Идриса I.
В 1961 году команды SBS занимались разведывательной деятельностью во время индонезийско-малайзийской конфронтации, а в том же году в Бахрейн был отправлен отряд боевых пловцов в связи с угрозой вторжения Ирака в Кувейт. В 1972 году команды SBS и SAS стали известны в связи с тем, что вместе участвовали в операции в Атлантическом океане после того, как пришло сообщение о том, что на борту лайнера RMS Queen Elizabeth 2 обнаружена бомба. По итогам обысков на корабле не было найдено никаких взрывных устройств, и сообщение о бомбе признали ложным. Также Особая лодочная служба участвовала в конфликте в Северной Ирландии, используя для своих операций подлодки: так, в январе 1975 года два отряда на байдарках отплыли с субмарины «Кашалот» в район между местечками Торр-Хед и Гаррон для проведения операции по предотвращению контрабанды оружия.

### Особый лодочный эскадрон
В 1977 году подразделение боевых пловцов было переименовано в Особый лодочный эскадрон, а в 1980 году эскадрон отказался от службы по охране нефтяных вышек в Северном море, доверив это роте «Коммакьо» из 43-го подразделения коммандос. В 1982 году после вторжения аргентинских войск на Фолклендские острова Особый лодочный эскадрон отправился на остров Южная Георгия. За время войны эскадрон потерял двоих человек убитыми, причём их по ошибке за аргентинцев принял патруль Особой воздушной службы.

### Особая лодочная служба
В 1987 году было утверждено современное название подразделения — Особая лодочная служба. Она вошла в состав группы войск специального назначения Великобритании наряду с Особой воздушной службой и 14-й разведывательной ротой. Во время войны в Персидском заливе у Особой воздушной службы не было заданий, связанных с использованием плавающих транспортных средств, а линия разграничения зон действия британских войск находилась в центре Ирака. В западной зоне действовали оперативники SAS, в восточной — оперативники SBS. Помимо поиска мобильных зондов, оперативникам Особой лодочной службы предстояло ещё разобраться с огромным количеством оптоволоконных кабелей, которые обеспечивали передачу информации иракским войсками. Главное их разветвление находилось в 51,5 км от Багдада. 22 января 1991 года с двух вертолётов Chinook из 7-й эскадрильи Королевских ВВС 36 бойцов Особой лодочной службы высадились на территорию, контролируемую иракскими войсками. Избежав встреч с кочевниками и иракскими шпионами, они обнаружили разветвление и уничтожили его при помощи взрывчатки. Помимо этого, Особая лодочная служба прославилась участием в операции по освобождению британского посольства в Кувейте, высадившись с вертолётов на крышу здания, а также провела серию диверсий на кувейтском побережье, что позволило отбросить иракские войска и обеспечить безопасность территорий, контролируемых международной коалицией ООН.
В сентябре 1999 года около 20 бойцов Особой воздушной службы были направлены в составе контингента INTERFET в Восточный Тимор. Совместно с полком Особой воздушной службы Австралии и силами Особой воздушной службы Новой Зеландии они образовали силы специального назначения под названием «Силы реагирования» (англ. Response Force), которые вылетели из города Дарвин на самолёте Lockheed C-130 Hercules и приземлились в Дили, где должны были захватить аэропорт, морской порт и площадку для посадки вертолётов, чтобы обеспечить прибытие регулярных войск в Восточный Тимор. Журналистами на видео было запечатлено, как британцы выкатывают автомобиль Land Rover Defender с борта самолёта C-130 Hercules. Позднее Силы реагирования использовались для выполнения различных заданий, в том числе для специальной разведки и ведения прямых боевых действий. В декабре 1999 года британские войска покинули Восточный Тимор в полном составе, а один из сержантов Особой лодочной службы был награждён британским Военным крестом (его патруль попал под огонь индонезийских войск).

### 2000-е годы
В сентябре 2000 года Особая лодочная служба приняла участие в операции «Баррас» по спасению заложников в Сьерра-Леоне. В ноябре 2001 года эскадроны C и M были направлены для участия в боевых действиях в Афганистане и вступили в бой у местечка Тора-Бора. Особая лодочная служба была включена в оперативную группу «Суорд», которая занималась выполнением секретных операций под руководством Совместного командования специальных операций США — в частности, захватом в плен или ликвидацией военного и политического руководства Аль-Каиды и Талибана. Отряды эскадрона C (с участием как минимум одного американского морского пехотинца SEAL в каждом отряде) получали различные задания, в том числе и от генерала Абдул-Рашида Дустума, руководившего войсками Северного альянса из Мазари-Шарифа. 10 ноября эскадрон C вошёл на территорию недавно захваченной авиабазы Баграм, что привело к скандалу: Северный Альянс обвинил британцев в том, что они это сделали без разрешения афганцев. В дальнейшем эскадрон C участвовал в подавлении тюремного бунта в Кала-и Джанги: несмотря на то, что бунтовщиков удалось остановить, во время операции в результате взрыва авиабомбы JDAM были ранены 4 оперативника SBS. В знак признания заслуг британцев в подавлении восстания ЦРУ распорядилось наградить личный состав Особой лодочной службы американскими наградами, но это так и не состоялось из-за бюрократических трудностей в Министерстве обороны США. Особая лодочная служба продолжила сотрудничать с ЦРУ и оперативной группой «Суорд».
В 2003 году во время вторжения в Ирак эскадрон M прибыл в Иорданию и под названием 7-й оперативной группы (англ. Task Force 7) был включён в Объединённую совместную оперативную группу специальных операций — Запад (англ. Combined Joint Special Operations Task Force — West). Группе предстояло захватить несколько зданий нефтеперерабатывающей промышленности Ирака, которые располагали собственными аэродромами и могли использоваться силами специального назначения. В начале марта на север Ирака прибыла на внедорожниках Honda, поставленных из Иордании, разведывательная группа эскадрона M. Первой её миссией была разведка иракской авиабазы в Аль-Сахаре, однако специальный отряд по борьбе с диверсантами «Фидайин Саддам» обнаружил приближение британцев, и тех срочно эвакуировали при наличии воздушной поддержки в виде вертолёта Chinook и американского истребителя F-15E. Повторная операция была проведена эскадроном M уже с использованием полной мощи: группа войск на внедорожниках Land Rover и бронетранспортёрах с авиабазы H-2 направилась в Ирак с целью окружения и разгрома 5-го армейского корпуса армии Ирака около Тикрита, а также с целью обнаружения и отметки идеальных зон для десантирования. Однако и в этот раз британцев разоблачили: их приближение обнаружил местный житель, пасший коз. За британцами установили слежку бойцы «Фидайин Саддам» и ночью у Мосула атаковали эскадрон M из засады, обстреляв из пулемётов ДШК и гранатомётов РПГ позиции британцев. Бойцы Особой лодочной службы вели ответный огонь, но силы были неравны: на помощь иракцам подошёл и танк Т-72. В конце концов, эскадрон M выбрался из окружения, бросив свои внедорожники Land Rover и заминировав их, однако не везде сработала взрывчатка. Несколько внедорожников были захвачены как трофеи и позднее показаны по Иракскому телевидению. После этого случая руководство Особой лодочной службы подверглось серьёзной критике у себя на родине, а личный состав, участвовавший в Иракской войне, обвинили в непрофессионализме.
Особая лодочная служба была разделена таким образом на три группы: первая пыталась на «Лэнд Роверах» уйти от преследования иракцев, вторая группа потеряла свои БТР и оказалась под угрозой окружения и разгрома, третья всего с двумя водителями уходила к сирийской границе. Первая группа безуспешно пыталась вызвать авиаудар, поскольку у них не было инфракрасных датчиков, и только благодаря GPS-системе (тип Blue Force Tracking) они смогли выйти к вертолётам Chinook британских ВВС и эвакуироваться. Вторую группу также удалось эвакуировать на вертолётах, а третья скрылась в Сирии и не покидала её пределов до тех пор, пока сирийское правительство не договорилось с британским об освобождении британцев. Никто из личного состава не пострадал, а британские высокопоставленные офицеры высоко отзывались о солдатах Особой лодочной службы. Тем не менее, без потерь в составе Особой лодочной службы, которая пробыла три месяца в начале 2003 года в Ираке, и после свержения Хуссейна не обошлось. Капрал Иан Планк погиб 31 октября 2003 года в Рамади во время поиска особо опасного исламского террориста: Планка, который действовал в составе группы SAS, убили иракские повстанцы, лояльные Саддаму Хуссейну. Он стал первым британским спецназовцем, погибшим в боях Иракской войны. SBS продолжила свою службу в составе оперативной группы «Блэк»: в 2004 году в Багдад прибыл эскадрон C, который совершил 22 рейда за 4 месяца. 23 июля 2005 года эскадрон M вместе с помощью сил SAS и американских войск провёл операцию «Мальборо», ликвидировав троих боевиков из иракского отделения «Аль-Каиды».
Весной 2005 года директор войск специального назначения Великобритании подписал распоряжение о переводе Особой лодочной службы в Афганистан, а 22-го полка Особой воздушной службы в Ирак. Через год британцы отправили около 4 тысяч человек в Южный Афганистан, а поддержку им обязались оказать бойцы SBS, направленные в 42/84-ю оперативную группу. Эта группа представляла собой британский контингент в Совместном командовании сил специального назначения, действовала она вместе с другими британскими спецподразделениями в рамках операции «Киндл» (SAS играла аналогичную роль в похожей в Ираке операции «Кричтон») и прибывала во всех точки Афганистана на американских вертолётах типа Boeing AH-64 Apache. 42-я оперативная группа занималась обучением афганской полиции и участвовала в ней в совместных операциях, поддерживая британскую боевую группу в провинции Гильменд и оказывая помощь американцам в поимке особо опасных террористов. Главными целями Особой лодочной службы (как и всех британских спецподразделений, а позднее и всей афганской армии) были лидеры Талибана и наркоторговцы, в ходе охоты на которых использовалась тактика «кнута и пряника». 27 июня 2006 года отряд из 16 человек (эскадрон C) и члены Особого разведывательного полка провели операцию «Илуа», в ходе которой без боя захватили четырёх лидеров Талибана в окрестностях Сангина, но по возвращении попали в засаду из 60-70 талибов. Один из внедорожников Land Rover был подбит из гранатомёта, команда укрылась в арыке и запросила помощь, попутно сдерживая талибов. Гильмендская боевая группа не имела ни малейшего представления об операции, пока та не вышла из-под контроля. Взвод гуркхов, направившийся на помощь, попал в ещё одну засаду. Один боец Особой лодочной службы был серьёзно ранен. Спустя час (или 3 часа) при поддержке американского штурмовика A-10 Thunderbolt II и двух британских штурмовиков BAE Harrier II гуркхи и бойцы Особой лодочной службы эвакуировались на вертолётах. Два лидера Талибана были убиты в перестрелке, ещё двое сбежали, однако британцы потеряли двоих оперативников: капитан Дэвид Паттен из разведывательного полка находился внутри транспорта и, будучи раненым, вызывал поддержку, когда в него выстрелили; сержант Пол Бартлет из Особой лодочной службы пропал без вести в разгар перестрелки. «Чинук», перевозивший роту Парашютного полка, отправился на поиски пропавших. Парашютисты, пользуясь информацией с «Апачей», нашли тела обоих солдат и отправили их на базу. За свои действия в бою один из оперативников SBS был награждён британским Военным крестом.
12 мая 2007 года бойцами SBS был убит один из лидеров талибов Дадулла: командование коалиции и отдел оперативной разведки Армии США обнаружили его у Бахрам-Чаха в провинции Гильменд на встрече с сообщниками. Получив подтверждение от американской разведки, разведывательный отряд SBS отправился исследовать местность и насчитал 20 телохранителей у Дадуллы. В ту ночь, пока американцы следили за мишенью, большая часть эскадрона C на вертолётах CH-47D Chinook под прикрытием «Апачей» высадилась недалеко от позиции Дадуллы. Отряды пошли на штурм и через час захватили позицию, разбив талибов на маленькие группы и уничтожив всех. Четверо человек из личного состава SBS были ранены, Дадулла был убит выстрелами в грудь и голову. Перед отлётом британцы составили карту местности. 24 сентября того же года бойцы эскадрона C и 9-го парашютно-штурмового полка «Полковник Москин» спасли двоих итальянских разведчиков, которые были похищены талибами в провинции Герат у местечка Фара двумя днями ранее. Итальянцы высадились в точке сбора и ночью окружили местонахождение боевиков, а британцы на вертолётах «Линкс» и «Чинук» перекрыли повстанцам пути к отступлению при поддержке американского беспилотника MQ-1 Predator. Талибы погрузили заложников в машины, прежде чем до них добрались итальянцы, но к талибами приблизились британцы, а снайперы выстрелами из антиматериальных винтовок Barrett M82A1 вынудили водителей остановиться. Из «Чинука» высадилось более десятка спецназовцев, которые атаковали талибов сходу. 8 террористов были убиты, заложников удалось освободить, однако один человек умер от полученных ранений.
18 февраля 2008 года Абдул Матин, лидер талибов, и его заместитель Карим Ага вместе с несколькими телохранителями ехали около Гиришка на мотоциклах. Они попали в засаду и были убиты подразделением Особой лодочной службы, которое прибыло сюда на вертолёте. Через год Особая лодочная служба в ходе операции «Дизель» арестовала крупную партию героина на сумму 50 миллионов фунтов стерлингов и уничтожила 20 талибов. 9 сентября 2009 года Особая лодочная служба при поддержке отряда Группы поддержки сил специального назначения спасли журналиста Стивена Фаррелла, которого вместе с афганским переводчиком захватили талибы в знак мести за авианалёт под Кундузом. Заложников держали в доме в округе Чар-Дара в провинции Кундуз. Британцы вынуждены были ввязаться в бой после того, как были перехвачены переговоры лидеров Талибана о перевозке заложников в Пакистан. Солдаты американского 160-го авиационного полка специального назначения высадились на крышу здания, пока британцы подходили к дому. В пылу сражения афганского переводчика застрелили, ещё двое гражданских погибли в результате попадания осколочного снаряда. Погиб ещё один британский солдат из Группы поддержки, но Фаррелла эвакуировали.

### 2010-е годы
1 июля 2010 года во время операции в Хаджи-Вакил в провинции Гильменд погиб капрал Особой лодочной службы Сет Стивенс, попавший в перестрелку с боевиками. Посмертно он был награждён крестом «За выдающуюся храбрость». 27 февраля 2011 года во время гражданской войны в Ливии телекомпания Би-би-си сообщила, что эскадрон C Особой лодочной службы эвакуировал 150 нефтяников за три вылета C-130 Hercules с аэродрома у Зеллы на Валлетту (Мальта). 8 марта 2012 года небольшой отряд Особой лодочной службы предпринял попытку спасти британца Криса Макмануса и итальянца Франко Ламолинара, захваченных в Нигерии террористами из «Боко Харам» и содержавшихся в Сокото. Однако несмотря на то, что 8 похитителей были убиты, Макманус и Ламолинара к тому моменту были уже мертвы. 15 апреля 2012 года во время нападения талибов на Кабул один из оперативников SBS выбил талибов из здания, откуда открывался вид на посольства других стран в Афганистане. 23 декабря 2013 года во время операции против «Талибана», шедшей в преддверии выборов в Афганистане, в долине к востоку от Кабула погиб капитан Особой лодочной службы Ричард Холлоуэй.

## Современность

### Организация
Министерство обороны Великобритании не предоставляет комментариев по вопросам войск специального назначения Великобритании, поэтому в открытом доступе находится очень небольшой объём информации. Особая лодочная служба подчиняется Оперативному командованию Директората войск специального назначения Великобритании. Штаб-квартира службы — казармы Хэмуорти, город Пул, графство Дорсет.
В 1987 году после получения современного наименования Особая лодочная служба провела реструктуризацию по образцу Особой воздушной службы, заменив отделения на отряды по 16 человек. Средняя численность личного состава не превышает 200—250 человек в любой момент времени, личный состав известен под наименованием «Пловцы-каноисты» (англ. Swimmer Canoeists). Солдаты Особой лодочной службы являются умелыми пловцами и ныряльщиками, обучены прыжкам с парашютом и навигации, а также подрывному и разведывательному делам.
Особая лодочная служба делится на эскадроны. Со времён включения SBS в Группу войск специального назначения в 1980-е годы состоялись серьёзные изменения в структуре: если ранее каждому эскадрону давалась своя постоянная роль, то теперь в Особой лодочной службе используется принцип ротации для эскадронов (наподобие SAS). Каждый эскадрон по принципу ротации занимается участием в антитеррористических операциях, а также ведением конвенциональной войны. Так, в декабре 2001 года эскадрон C участвовал в операциях на море (в частности, по перехвату судна Nisha), в то время как эскадроны M и Z несли службу в Афганистане. В настоящее время насчитывается четыре действующих эскадрона и резервное подразделение:
- Эскадрон C (англ. C Squadron)
- Эскадрон X (англ. X Squadron)
- Эскадрон Z (англ. Z Squadron)
- Эскадрон M (англ. M Squadron)
- Резервы SBS (англ. SBS Reserve / SBS(R)) — предоставляет резервистов для укомплектования регулярных сил (реже для формирования независимых команд). Вступить в ряды резервистов Особой лодочной службы могут только ранее служившие лица. В Великобритании насчитывается достаточно много баз резервистов, но обучение проводится в Южной Англии[74].

### Процедура отбора
В военное время Особая лодочная и Особая воздушная службы обязаны действовать малыми группами на территории, контролируемой противником. Для участия в подобных операциях отбираются психологически устойчивые и тактически обученные солдаты, в том числе и высококлассные специалисты узкого профиля. В прошлом отбор в Особую лодочную службу проводился только в Королевской морской пехоте Великобритании, и хотя в настоящее время подавляющее число бойцов Особой лодочной службы — бывшие морские пехотинцы, отбор теперь открыт для представителей всех родов войск Великобритании. Для подачи заявления в Особую лодочную службу необходимо прослужить как минимум два года в регулярных войсках, и только после прохождения всех стадий отбора будет принято решение о зачислении кандидата в ряды Особой лодочной службы.
До недавнего времени SBS располагала собственной независимой программой отбора пловцов-каноистов, но затем эту программу включили в совместную программу отбора в войска специального назначения Великобритании. Теоретически все мужчины-военнослужащие вооружённых сил Великобритании могут пройти отбор (регулярные части войск специального назначения не занимаются открытым отбором), но большинство кандидатов — это бывшие десантники. Отбор проводится два раза в год: зимой и летом. Инструкторы — военнослужащие полка Особой воздушной службы. Чтобы приступить к Отборочному курсу войск специального назначения Великобритании (англ. UKSF Selection course), кандидат должен пройти двухнедельный Краткий курс войск специального назначения (англ. Special Forces Briefing Course), в котором будет дана оценка его физической подготовке и психологической готовности проводить операции в воде.
Курс войск специального назначения Великобритании делится на две части: Отбор (англ. Selection) и Продолжение Обучения (англ. Continuation Training).

#### Отбор
Главный элемент первой части отбора — так называемый этап проверки способностей (англ. Aptitude Phase), который длится 4 недели и проходит в горах Брекон-Биконс в Южном Уэльсе. В рамках этого этапа отбираются лица, способные участвовать в тренировках спецназа. Первые три недели посвящены физическим тренировкам с возрастанием сложности и различным упражнениям, направленным на развитие физических способностей и реакции. В первый день кандидаты должны пройти Базовый тест боевой подготовки для пехотинцев (англ. Basic Combat Fitness Test (Infantry)). На 6-й день проводится упражнение HIGH WALK (известное как Fan Dance) на горе Пен-и-Фан высотой 886 м: на нём проводится первый отсев лиц, не готовых для службы в спецназе. Дальнейшие тренировки проводятся вплоть до решающей 4-й, «тестовой недели» (англ. Test Week). «Тестовая неделя» включает в себя подряд пять марш-бросков протяжённостью от 23 до 28 км, а затем проводится последний марш-бросок протяжённостью 64 км. Кандидаты должны справиться с заданием за 20 часов. Во время выполнения марш-бросков на спине у каждого участника отбора находится ранец с грузом массой от 18 до 25 кг, также каждый несёт с собой снаряжённый автомат. Помимо этого, кандидаты также проходят испытания, связанные с водой: прыжки в воду с высоты в 3 метров, стояние в воде на протяжении 9 минут, заплыв на 500 м в солдатской форме типа Combat 95 и заплыв под водой на 10 м с поиском скрытого на дне предмета.

#### Продолжение Обучения
- Те добровольцы, которые пройдут первую часть отбора, приступят к интенсивному периоду обучения и выполнения учебных заданий по Тактикам, техникам и процедурам спецназа (англ. Special Forces Tactics, Techniques and Procedures / TTPs) с использованием оружия спецназа и выполнением стандартных операционных процедур (англ. Standard Operation Procedures). Этот период длится 9 недель, кандидаты проводят время по большей части в джунглях — идеальном плацдарме для подготовки спецназа и повышения его выносливости. большая часть тренировок направлена на раскрытие индивидуальных качеств бойца. Вторая часть включает в себя тактическое и операционное обучение в тропических (Бруней) и умеренных (Великобритания) климатических условиях.
- Следующий этап — так называемая Профессиональная подготовка (англ. Employment Training), которая длится 14 недель. Из этих 14 недель первые две уделяются наблюдению и разведке, в течение следующих двух недель проводится курс выживания, 4 недели — на прыжки с парашютом, 3 недели — на обучение действиям в контртеррористических операциях, одна неделя — на изучение принципов связи, две недели — на работу в патрулях и эскадроне, ещё одна неделя — курс для будущих офицеров. К моменту завершения адаптации все оставшиеся кандидаты переводятся в оперативный эскадрон[78].
- Перешедшие в оперативный эскадрон бойцы должны пройти Курс пловца-каноиста (англ. SBS Swimmer Canoeist Course), известный также под названием SC3. Он длится несколько месяцев и включает в себя прыжки в воду, заплывы и сплавления на байдарках в открытом море (в том числе и в плохих погодных условиях), также в рамках курса отрабатываются подводные взрывы и боевые действия на море. По завершении курса все справившиеся с заданиями бойцы отправляются в ряды Особой лодочной службы на испытательный срок в 1 год[79].

#### Отбор резервистов
Для попадания в Резервы SBS кандидат должен иметь опыт службы в регулярных вооружённых силах Великобритании. Тренировки проводятся в Южной Англии, все кандидаты должны пройти следующие тесты за 4 дня отбора:
- Тест на боевую подготовку (англ. Combat Fitness Test): марш-бросок протяжённостью 12,8 км с грузом 25 кг за плечами, лимит времени 1 час 50 минут.
- Тест по плаванию: проплыть 500 м в униформе любым стилем и достать предмет с глубины 5 м.
- Стандартные физические упражнения.
- Продвинутый вариант 1 Теста на боевую подготовку: марш-бросок протяжённостью 15 км с грузом 25 кг за плечами.
- Продвинутый вариант 2 Теста на боевую подготовку: марш-бросок протяжённостью 24 км с грузом 30 кг за плечами.

### Оружие
Вооружение Особой лодочной службы совпадает с вооружением основных частей британских вооружённых сил, в том числе и с оружием Особой лодочной службы. В частности, к послевоенному вооружению Особой лодочной службы относятся следующие образцы (включая снятые с вооружения):
Пистолеты
- SIG Sauer P226[82]
- Heckler & Koch P11: случаев боевого применения официально не зафиксировано[83]

Пистолеты-пулемёты
- HK MP5, преимущественно модификация MP5SD[84][85] со встроенным глушителем[86]
- L34A1 Sterling с интегрированным глушителем, позже заменён более надёжным пистолетом-пулемётом HK MP5SD[87]
- STEN с глушителем, использовался как минимум одним патрулём в течение Фолклендской войны. Заменён более надёжным пистолетом-пулемётом HK MP5SD[88]

Автоматы и автоматические винтовки
- Diemaco C7 (под названием L119A1) и Diemaco C8 (под названием L119A2)
  - Модификация C8 SFW со стволом длиной 15,7 дюймов (примерно 398,78 мм), планкой UK SAS Rail производства Knight Armament для крепления оптических прицелов и возможностью установки подствольного гранатомёта AG36[89]
  - Модификация C8 CQB с укороченным стволом длиной 10 дюймов (примерно 254 мм) и пламегасителем, которая эффективна на малых дистанциях и при перестрелке в помещениях[90], оснащена коллиматором Trijicon ACOG и лазерным целеуказателем Docter[89]
- HK G3 (под названием FR Ordnance MC51) со встроенным глушителем и возможностью ведения одиночного и непрерывного огня. Применялось британскими войсками специального назначения[91], ограниченное число экземпляров использовалось Особой лодочной службой, но затем от него отказались из-за высокой отдачи в пользу HK53[92].
- HK 53, укороченный вариант автомата HK33, эффективный на малых дистанциях[91]; постепенно вытесняется автоматом C8 CQB во всех частях спецназа[93].

Помимо этого, бойцы Особой лодочной службы учатся обращению и с оружием, не производящимся для нужд Британской армии: так на одной из фотографий в Афганистане был замечен солдат Особой лодочной службы с автоматом семейства АК с передней пистолетной рукояткой.

## В культуре
- По мотивам событий сентября 1942 года, произошедших на острове Родос, в 1954 году был снят художественный фильм «Те, кто осмелится[англ.]» с Дерком Богардом в главной роли[94].
- В игре Battlefield V первая миссия одиночной кампании проходит за новобранца SBS — Билли Бриджера[95].